# Île des Femmes
Ne doit pas être confondu avec Isla Mujeres.
Pour les articles homonymes, voir Saint-Gildas (homonymie).
L'île des Femmes ou l'île aux Femmes (Gwragez en breton) est une île des Côtes-d'Armor, située dans un archipel communément appelé îles de Buguélès. Elle est au large du Port-Blanc, station balnéaire de la commune de Penvénan située dans le pays historique du Trégor.

## Géographie
L'île se situe au nord-ouest du Port-Blanc. Elle se prolonge par un cordon de galets qui la relie, à marée basse, à la terre. De forme allongée, elle est essentiellement constituée de rochers et de quelques boisements de résineux.

## Histoire
Selon la tradition populaire orale, l'île des Femmes tirerait son nom du fait que les femmes de goémoniers faisaient sécher le goémon sur cette île aisément accessible à marée basse. Au XIXe siècle, l'île des Femmes servait de repère ouest pour entrer dans le havre de Port-Blanc. Elle a aussi servi de carrière de granite jusqu'en 1924.
Début 2020, l'île des Femmes appartenant à la famille de Marie-Hélène Lefaucheux, née Postel-Vinay, est cédée sans charge ni condition à la commune de Penvénan.

## Légende
Une légende est associée à cette île : une femme âgée ou fée de la mer (Groac'had vor) filait dans une grotte de l'île. Elle confia sa quenouille magique à une autre femme qui devint riche mais perdit tout quand elle révéla son secret.